# Сасхорі
Сасхорі (груз. სასხორი) — село в Грузії.

## Історія
За даними перепису населення 2014 року в селі проживало 332 особи (161 чоловік та 171 жінка). 16,9% населення — 0-14 років, 60,2% населення — 15-64 роки. 22,9% населення старше 65 років. Сасхори згадуються в 1441 році в грамоті «Грамота про жертвоприношення Сасхори царя Олександра Светіцховелі». Село згадується також у документі 1467 р. I.21. - Книга милості землі Даніелю Еліозідзе від царя Баграта". Сасхори згадуються як село в описі Іоане Багратіоні 1794–1799 рр.